# 銀をつむぐ者
『銀をつむぐ者』（Spinning Silver）はナオミ・ノヴィクによる2018年のファンタジー小説。当初、ノヴィクは "Spinning Silver" と題した短編を2016年のアンソロジー The Starlit Wood（『星降る森』） に発表し、そののちに長編小説に書き直した。『銀をつむぐ者』は2019年のアメリカ図書館協会のアレックス賞、2019年ローカス賞 ファンタジイ長編部門、2019年オーディ賞ファンタジー部門を受賞した。また2019年ヒューゴー賞 長編小説部門にノミネートされ、ネビュラ賞 長編小説部門の2018年の最終選考に残り、2018年Goodreads Choice Awardのファンタジー部門にノミネートされた。この小説はルンペルシュティルツヒェンの物語に大まかに基づいている。

## あらすじ
『銀をつむぐ者』の物語は、中世東ヨーロッパの架空の王国リトヴァスを舞台に、数人の登場人物の一人称視点で語られるが、主として強力で邪悪な力と戦う3人の若い女性の声で展開される。
この7年間、リトヴァスは長く厳しい冬に見舞われ、人々は徐々に命を落としていた。ユダヤ人の少女ミリエム・マンデルスタムは家族の負債を解消するために父親の金貸し業を引き継ぐ。村の少女ワンダはマンデルスタム家の使用人となり、ワンダと兄弟はマンデルスタム一家と親しくなる。ある夜、経済的な成功に浮かれたミリエムは、母親に「銀を金に変えることができると」自慢する。その自慢話は、毎年冬になると自分たちの世界から現れ人間の集落を襲う妖精の種族であるスターリクの耳に入り、ミリエムのもとに魔法の銀貨が届けられる。銀貨を金貨に変えて返さないとスターリクに殺されることになるミリエムは、銀貨を宝飾品に仕立てて売りさばき金貨を手に入れる。2回目に届けられた銀貨から仕立てた宝飾品が売れた後で、ミリエムは自分の仕事に対する報酬を尋ね、ミリエムが怯える中、スターリク王は3回目の銀貨のあとで「報酬」として自分の妃となることだと告げる。
宝飾品はヴィスニアの街の公爵が娘のイリーナのために購入し、リトヴァス皇帝ミルナティウスと娘を結婚させることに成功する。結婚式の夜、イリーナはスターリクの宝飾を身に着けているとスターリクの王国に渡ることができ、魔法で夫を観察できることを発見する。ミルナティウスは、魂を飲み、日光を嫌うため夜間にしか出現できない悪魔チェルノボグを自分の体に宿らせる契約を結んでいる。毎晩、新しい皇后は悪魔から安全な妖精の世界に逃げる。
スターリク王がミリエムを宮殿に拉致してから、ミリエムは自分が触れるだけで銀を金に変えることができることを知る。また、リトヴァスの冬を長くしたのはスターリク王の責任であり、それを恒久的なものにしたいと言うのが王の願望であることに気がつく。ミリエムは、自分に対する力をミリエムに与えることになるので自分の名前を告げることを拒む夫を憎んでいるが、数人のスターリクと知り合い、面倒を見るようになり、スターリクの王国が不可解な被害を受けていることにも気づく。探索中にミリエムはイリーナと出会う。2人の女性は、夫同士が互いを破滅させることを期待して夫たちを引き合わせる計画を練る。ミリエム1人では人間の世界に渡ることができないので王と交渉し、3日以内に3つの巨大な銀の金庫を金に変えることができればヴィスニアでのいとこの結婚式に出席できることになる。ミリエムは使用人たちの助けを借りて、かろうじて成功する。
チェルノボグは、イリーナがスターリク王を引き渡す引き換えにイリーナや、イリーナのものには危害を加えないことを約束する。イリーナはチェルノボグを結婚式に連れて行き、そこでチェルノボグとスターリク王は対峙する。定命のものの助けを借りて悪魔は王を監禁し、その魔力を消費し始める。ミルナティウスはイリーナに、自分はチェルノボグとの契約を選ばなかったが、母親が先代皇帝との結婚と引き換えに約束したのだと告げる。スターリク王が拘束されると春がやってくる。しかしながら、ミリエムは王の体力が尽きると自分を助けてくれた人々も含めて妖精王国が全て滅ぼされることを知って悩む。イリーナは夫のもとを訪ね、スターリクは常に人間界を襲撃してきたが、ミルナティウスが皇帝になって初めてリトヴァスを過酷な冬で絶滅させようとし始めたことを知る。妖精と人間の王国をつなぐ魔法によって、悪魔はスターリク世界の弱体化を引き起こしたのだった。
ミリエムは殺人的な冬と襲撃を終わらせるという約束を引き出したあとで王を解放する。激怒したチェルノボグはイリーナが自分をスターリク王国に連れてゆくと申し出るまで脅迫する。そこで、ミリエムは悪魔を王の宝物庫に誘い込み、悪魔が銀に囲まれるとそれを金に変える。強い日差しが肌に当たることに耐えられず、チェルノボグは人間界に逃げ帰る。定命の地では、悪魔はイリーナを攻撃しようとするが、イリーナが自分や関わる誰にも危害を加えないという取引を思い出させ、悪魔は自分が無力であることに気づく。イリーナは皇后として皇帝を含むリトヴァスの全人民が自分のものだとみなしている。こうしてチェルノボグはミルナティウスの体から引き離され、殺される。
リトヴァスに春が戻ってきたので、ミリエムは初雪が降るまではスターリク王国に留まらなければならない。しかしながら、人間界に戻ったミリエムは、自分が王国、国民、そして王に執着していることに気づく。それにも関わらず、王が求愛の許可を求めたときには愕然とする。ミリエムは求愛に応え、2人は2週間後に結婚式を挙げる。ユダヤの慣習に従ってスターリク王が自分の名前を結婚契約書に記したが、ミリエムはスターリクの慣習に従ってそれを誰にも明かさないと述べる。

## 評価
『銀をつむぐ者』は発売と同時に幅広く称賛された。
2018年ネビュラ賞と2019年ヒューゴー賞の最終選考に残った
。
本作は2019年のアメリカ図書館協会のアレックス賞、2019年ローカス賞 ファンタジイ長編部門、2019年オーディ賞ファンタジー部門を受賞した。
ニューヨーク・タイムズ紙はこの作品を「氷と炎の歌の完璧な物語」と呼んだ。Vox はノヴィクを「彼女の時代の決定的なYAの声の1人」と呼んだ。